# Ricardo Legorreta
Ricardo Legorreta Vilchis (7. května 1931 Ciudad de México – 30. prosince 2011 Ciudad de México) byl mexický architekt.

## Biografie
V roce 1953 ukončil studium architektury na Mexické národní autonomní univerzitě. Zprvu pracoval pro Josého Villagrána Garcíu a v roce 1960 otevřel vlastní studio. Navázal na tvorbu Luise Barragána v propojování mexické tradice s trendy modernistické architektury, využíval přírodní materiály, pro jeho stavby jsou charakteristické geometrické tvary a výrazné barvy. Projektoval hotely, továrny i obytné domy, k jeho významným stavbám patří budova společnosti Televisa v Ciudad de México, sídlo Technologického institutu v Monterrey, Muzeum současného umění v Monterrey, interaktivní muzeum Labyrint v San Luis Potosí, nová katedrála v Managui, městská knihovna v San Antoniu, letištní terminál Cross Border Xpress v San Diegu a Muzeum textilu v Londýně. Podílel se také na rekonstrukci Iturbideho paláce v historickém centru mexické metropole. Na vybavení budov spolupracoval s předními výtvarníky, jako byli např. Rufino Tamayo, Isamu Noguči nebo Alexander Calder. Věnoval se také návrhářství nábytku. Jeho společníkem byl syn Víctor Legorreta.
Učil na Iberoamerické univerzitě, Harvardově univerzitě a Kalifornské univerzitě, byl členem Mezinárodní akademie architektury. Byla mu udělena Zlatá medaile AIA, Řád Isabely Katolické a japonské ocenění Praemium Imperiale.

## Galerie

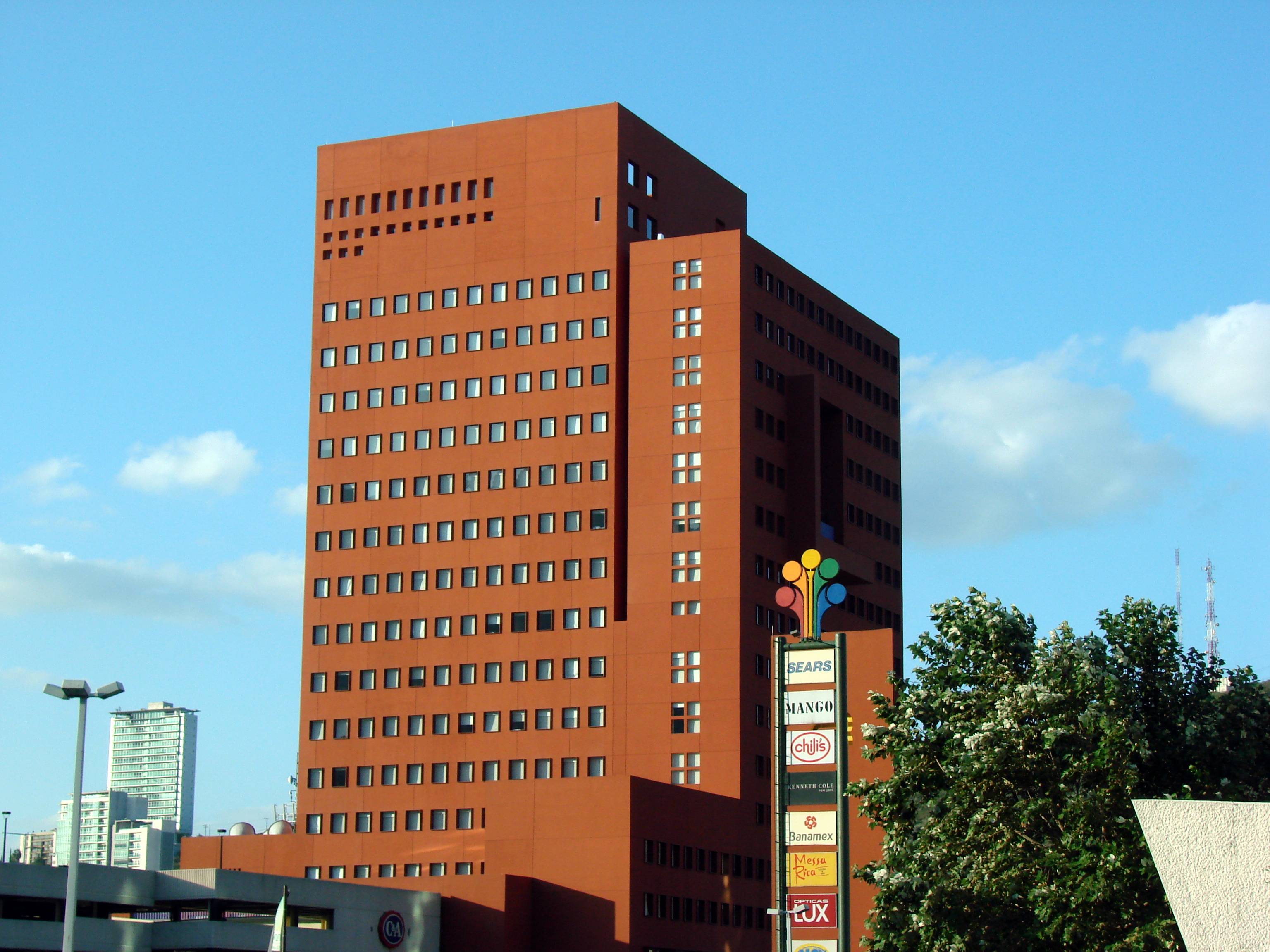
Hotel Camino Real v Monterrey
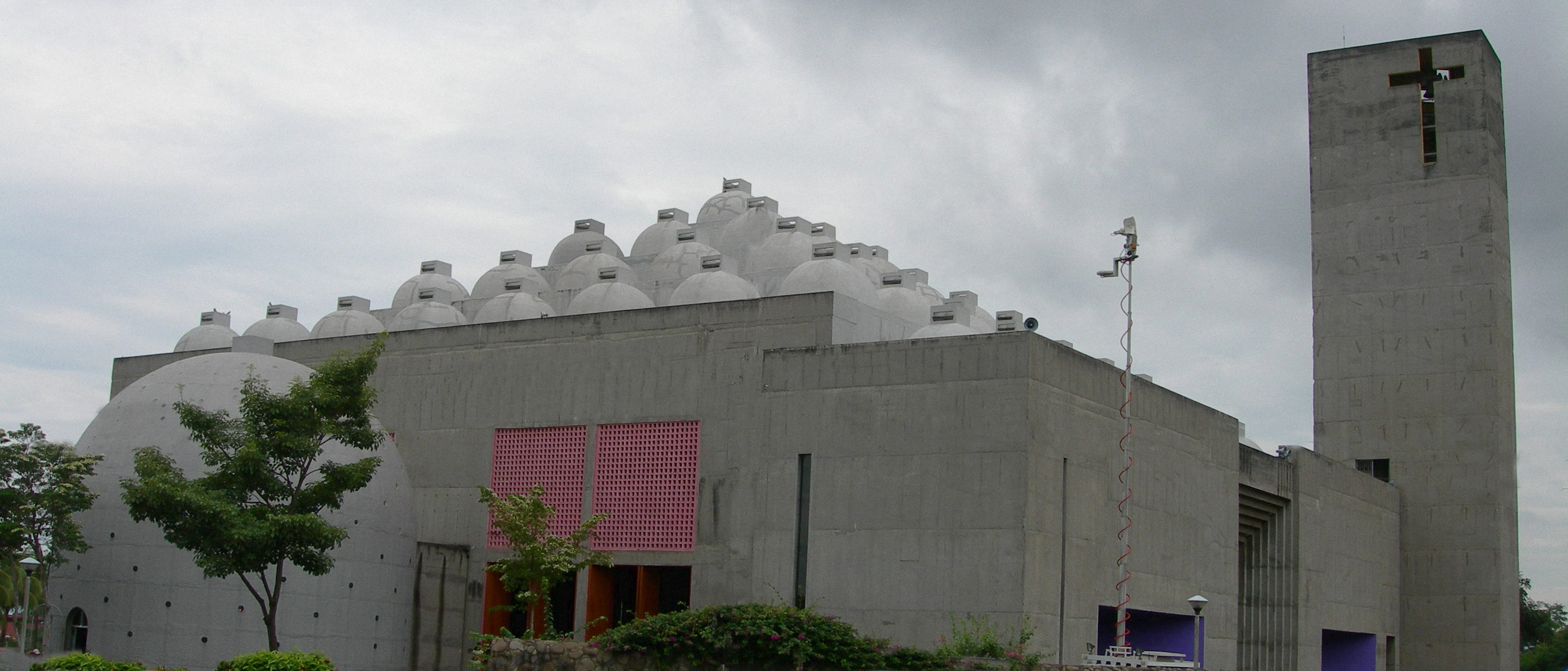
Katedrála Neposkvrněného početí, Managua
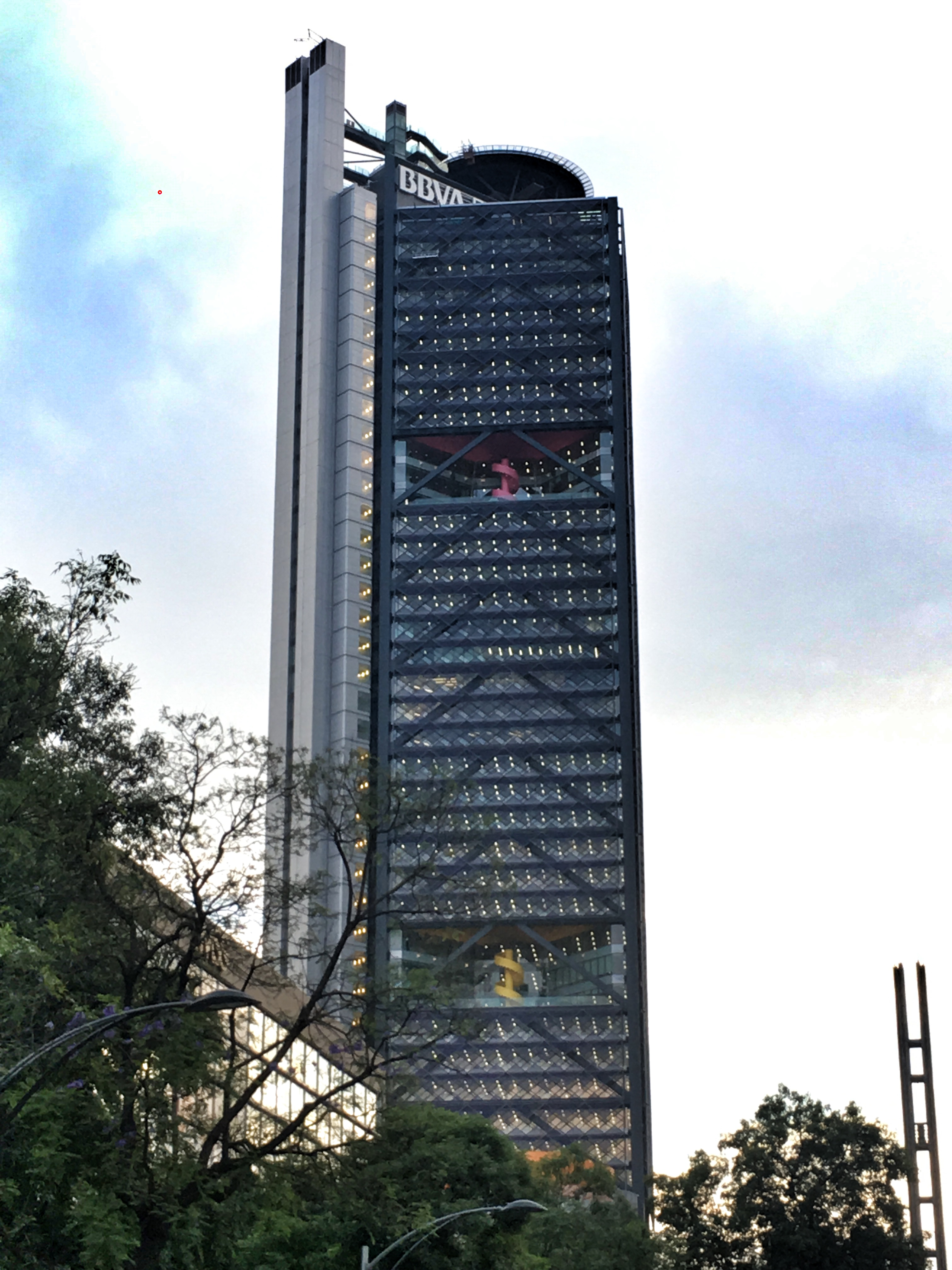
Sídlo banky BBVA v Ciudad de México